# Don't Stop (album, Status Quo)
Don't Stop je 22. studiové album britské rockové skupiny Status Quo. Album vyšlo v roce 1996 u vydavatelství Polydor Records a jeho producentem byl Pip Williams. Obsahuje coververze různých interpretů. Album otevírá skladba „Fun, Fun, Fun“, kterou původně nahrála skupina The Beach Boys. I v této skladbě její členové zpívají. V rolích hostů se zde představili ještě Tessa Niles, Maddy Prior a Brian May.

## Seznam skladeb
| Pořadí         | Název                                        | Autor                           | Původní interpret            | Délka |
| -------------- | -------------------------------------------- | ------------------------------- | ---------------------------- | ----- |
| 1.             | Fun, Fun, Fun (w/ The Beach Boys)            | Brian Wilson, Mike Love         | The Beach Boys               | 4:03  |
| 2.             | When You Walk in the Room                    | Jackie DeShannon                | Jackie DeShannon             | 4:05  |
| 3.             | I Can Hear the Grass Grow                    | Roy Wood                        | The Move                     | 3:27  |
| 4.             | You Never Can Tell                           | Chuck Berry                     | Chuck Berry                  | 3:50  |
| 5.             | Get Back                                     | John Lennon, Paul McCartney     | The Beatles                  | 3:23  |
| 6.             | The Safety Dance (w/ Tessa Niles)            | Ivan Doroschuk                  | Men Without Hats             | 3:56  |
| 7.             | Raining in My Heart (w/ Brian May)           | Felice Bryant, Boudleaux Bryant | Buddy Holly                  | 3:32  |
| 8.             | Don't Stop                                   | Christine McVie                 | Fleetwood Mac                | 3:40  |
| 9.             | Sorrow                                       | Feldman, Goldstein, Gottehrer   | The McCoys                   | 4:14  |
| 10.            | Proud Mary                                   | John Fogerty                    | Creedence Clearwater Revival | 3:30  |
| 11.            | Lucille                                      | Albert Collins, Little Richard  | Little Richard               | 2:58  |
| 12.            | Johnny and Mary                              | Robert Palmer                   | Robert Palmer                | 3:35  |
| 13.            | Get Out of Denver                            | Bob Seger                       | Bob Seger                    | 4:09  |
| 14.            | The Future's So Bright (I Gotta Wear Shades) | Pat MacDonald                   | Timbuk3                      | 3:36  |
| 15.            | All Around My Hat (w/ Maddy Prior)           | traditional                     |                              | 3:56  |
| Celková délka: | Celková délka:                               | Celková délka:                  | Celková délka:               | 56:02 |

## Obsazení
- Francis Rossi – zpěv, kytara
- Rick Parfitt – zpěv, kytara
- Andy Bown – klávesy
- John Edwards – baskytara, doprovodný zpěv
- Jeff Rich – bicí, perkuse
- Gary Barnacle – saxofon